# Mai Kuraki

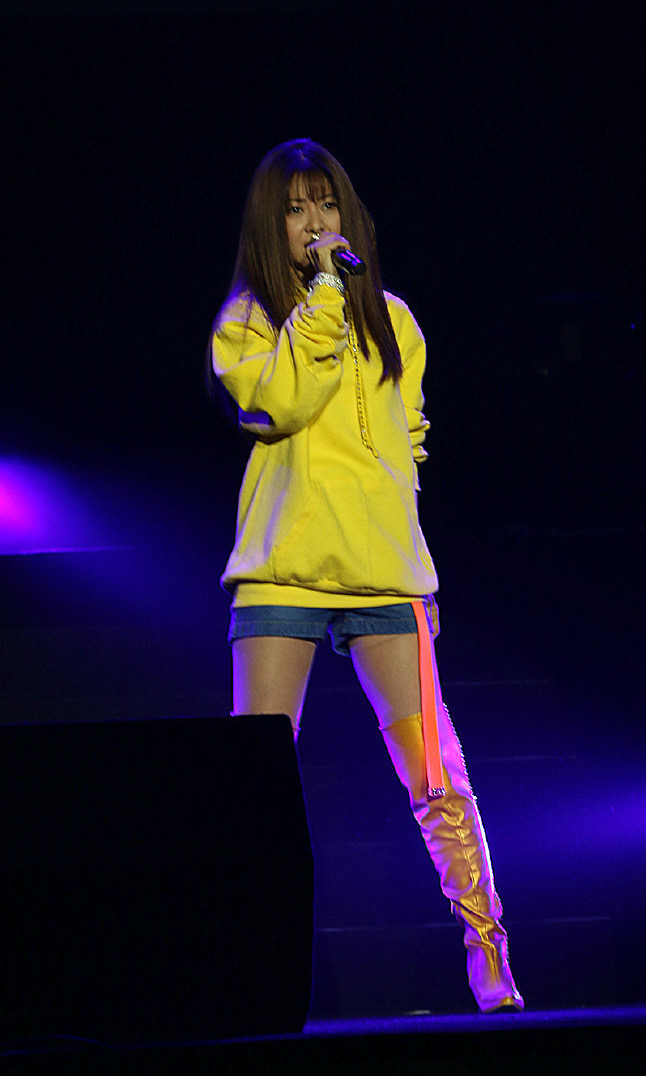
Mai Kuraki, 2019

Mai Kuraki (jap. 倉木 麻衣 Kuraki Mai; eigentlich Aono Mai (青野真衣 Aono Mai); * 28. Oktober 1982 in Tokio, Japan) ist eine J-Pop-Sängerin. Ihr Stil wurde früh vom Gesang Whitney Houstons und der Choreographie von Michael Jackson beeinflusst.

## Werdegang
Noch als Schülerin im zweiten Jahr an der Mittelschule sandte Kuraki ein Demotape an die Plattenfirma GIZA. Die Aufnahmen überzeugten die Plattenbosse und sie erhielt einen Vertrag. 1999 erschien in den USA unter dem Pseudonym Mai K ihre Debütsingle Baby I Like. Ihre erste Single in Japan, Love, Day After Tomorrow, folgte noch im gleichen Jahr.
Trotz kommerzieller Erfolge stand Kurakis Karriere stets im Schatten Utada Hikarus. Obwohl die Kritiker häufig in Kuraki das bessere Tanztalent sehen, hat sie bei den Fans das Image einer Kopie von Utada. Dennoch verkaufte sich ihr Debütalbum Delicious Way (2000) mehr als 4 Millionen Mal und wurde 2000 zum bestverkauften Album des Jahres.
2000 bekam sie auch ihre eigene TV Show mit dem Namen „Mai-K TV“. In dieser Show zeigt Mai ihre persönliche Seite und erzählt viel von ihren musikalischen Wurzeln.
Ihr zweites Album Perfect Crime (2001) wurde mehr als zwei Millionen Mal verkauft. Im Sommer ging es auf die erste Tour durch sechs größere Städte.
Im Januar 2002 veröffentlichte sie ihr erstes englischsprachiges Album Secret of my heart in Amerika. Anschließend ging es in Japan wieder auf Tour, diesmal in einem etwas größeren Ausmaß: 10 Städte, 14 Shows, im Schnitt 50.000 Besucher pro Konzert. Im Oktober erscheint ihr zweites Album für das Jahr 2002, Fairy Tale. Diesmal gab es nur eine mittelgroße Tour, um das Album zu promoten, dafür dauerte sie acht ganze Monate.
Das mittlerweile vierte Album If i believe folgte und schaffte als erstes ihrer Alben direkt den Einstieg auf #1 der Charts und sicherte Mai so einen festen Platz an der Spitze der japanischen Idols. Am 1. Januar 2004 folgte das Best-Of Album Wish You The Best.
2005 schloss die Sängerin ihr Studium an der Ritsumeikan-Universität erfolgreich ab und veröffentlichte das nunmehr fünfte Album Fuse of Love.
Seit 25. Juli 2017 hält sie einen Weltrekord im Guinness-Buch der Rekorde dafür, dass sie als Sängerin die meisten Titellieder überhaupt für eine einzige Anime-Serie (Detektiv Conan) beisteuerte.
Kuraki steuerte bisher 21 Songs zum Anime Detektiv Conan bei, u. a.:
- Secret of My Heart
- Time After Time
- Always
- Winter Bells
- Start in My Life
- Kaze no La La La
- Growing of My Heart
- Shiroi Yuki
- Revive
- Puzzle
- Summer Time Gone
- Tomorrow Is the Last Time
- Koi ni Koishite
- Your Best Friend
- Try Again
- Dynamite

## Diskografie

### Alben
| Jahr | Titel | Höchstplatzierung, Gesamtwochen, AuszeichnungChartsChartplatzierungen (Jahr, Titel, Platzierungen, Wochen, Auszeichnungen, Anmerkungen) | Anmerkungen                                                    |
| Jahr | Titel | JP | Anmerkungen                                                    |
| ---- | --- | --- | -------------------------------------------------------------- |
| 2000 | Delicious Way | JP1 ×3Dreifachdiamant · (36 Wo.)JP | Erstveröffentlichung: 28. Juni 2000 Verkäufe JP: + 3.530.420   |
| 2001 | Perfect Crime | JP1 ×4Vierfachplatin · (17 Wo.)JP | Erstveröffentlichung: 4. Juli 2001 Verkäufe JP: + 1.319.970    |
| 2002 | Secret of My Heart | — | Erstveröffentlichung: 22. Januar 2002 US-Album                 |
| 2002 | Fairy Tale | JP1 ×2Doppelplatin · (37 Wo.)JP | Erstveröffentlichung: 23. Oktober 2002 Verkäufe JP: + 760.580  |
| 2003 | If I Believe | JP1 ×2Doppelplatin · (20 Wo.)JP | Erstveröffentlichung: 9. Juli 2003 Verkäufe JP: + 444.536      |
| 2004 | Wish You the Best | JP1 Diamant · (46 Wo.)JP | Erstveröffentlichung: 1. Januar 2004 Verkäufe JP: + 956.162    |
| 2005 | Fuse of Love | JP3 Gold · (13 Wo.)JP | Erstveröffentlichung: 24. August 2005 Verkäufe JP: + 185.350   |
| 2006 | Diamond Wave | JP3 Gold · (12 Wo.)JP | Erstveröffentlichung: 2. August 2006 Verkäufe JP: + 132.476    |
| 2008 | One Life | JP14 Gold · (11 Wo.)JP | Erstveröffentlichung: 1. Januar 2008 Verkäufe JP: + 89.017     |
| 2009 | Touch Me! | JP1 Gold · (10 Wo.)JP | Erstveröffentlichung: 21. Januar 2009 Verkäufe JP: + 90.302    |
| 2009 | All My Best | JP1 Platin · (21 Wo.)JP | Erstveröffentlichung: 9. September 2009 Verkäufe JP: + 257.127 |
| 2010 | Future Kiss | JP3 (12 Wo.)JP | Erstveröffentlichung: 17. November 2010 Verkäufe JP: + 65.179  |
| 2012 | Over the Rainbow | JP2 (11 Wo.)JP | Erstveröffentlichung: 11. Januar 2012 Verkäufe JP: + 49.998    |
| 2014 | Request Best: My & Mai | JP2 (11 Wo.)JP | Erstveröffentlichung: 30. Mai 2014 nur für Fanclub-Mitglieder  |
| 2014 | Mai Kuraki Best 151A: Love & Hope | JP2 Gold · (15 Wo.)JP | Erstveröffentlichung: 12. November 2014 Verkäufe JP: + 67.308  |
| 2017 | Smile | JP4 (12 Wo.)JP | Erstveröffentlichung: 15. Februar 2017 Verkäufe JP: + 29.716   |
| 2017 | Kuraki Mai x Meitantei Conan Collaboration Best 21: Shinjitsu wa Itsumo Uta ni Aru! (倉木麻衣×名探偵コナン Collaboration Best 21 -真実はいつも歌にある！-) | JP4 (50 Wo.)JP | Erstveröffentlichung: 25. Oktober 2017 Verkäufe JP: + 74.774   |
| 2018 | Kimi Omofu: Shunkashūtō (君 想ふ ～春夏秋冬～) | JP3 (12 Wo.)JP | Erstveröffentlichung: 10. Oktober 2018 Verkäufe JP: + 29.811   |
| 2019 | 倉木麻衣×名探偵コナン Collaboration Best 21 -真実はいつも歌にある!-                                                                                        | JP78 (10 Wo.)JP | Erstveröffentlichung: 2. Januar 2019                           |
| 2019 | Let’s Goal !～薔薇色の人生～ | JP3 (11 Wo.)JP | Erstveröffentlichung: 14. August 2019                          |
| 2019 | Mai Kuraki Single Collection ～ Chance for you ～ | JP6 (17 Wo.)JP | Erstveröffentlichung: 25. Dezember 2019                        |
| 2021 | Unconditional L■ve | JP4 (11 Wo.)JP | Erstveröffentlichung: 27. Oktober 2021                         |
| 2024 | Forever for You | JP3 (10 Wo.)JP | Erstveröffentlichung: 3. Juli 2024 EP                          |

### Singles
| Jahr | Titel Album | Höchstplatzierung, Gesamtwochen, AuszeichnungChartsChartplatzierungen (Jahr, Titel, Album, Platzierungen, Wochen, Auszeichnungen, Anmerkungen) | Anmerkungen                                                                                |
| Jahr | Titel Album | JP | Anmerkungen                                                                                |
| ---- | --- | --- | ------------------------------------------------------------------------------------------ |
| 1999 | Baby I Like Secret of My Heart | — | Erstveröffentlichung: 20. Oktober 1999 US-Single als Mai K                                 |
| 1999 | Love, Day After Tomorrow Delicious Way | JP2 ×3Dreifachplatin + Gold (Digital) · (30 Wo.)JP                                                                                             | Erstveröffentlichung: 8. Dezember 1999 Verkäufe JP: + 1.385.190                            |
| 2000 | Stay by My Side Delicious Way | JP1 ×2Doppelplatin · (16 Wo.)JP | Erstveröffentlichung: 15. März 2000 Verkäufe JP: + 922.140                                 |
| 2000 | Secret of My Heart Delicious Way | JP2 Diamant + Gold (Digital) · (16 Wo.)JP | Erstveröffentlichung: 26. April 2000 Verkäufe JP: + 968.980                                |
| 2000 | Never Gonna Give Up Delicious Way | JP2 Platin · (7 Wo.)JP | Erstveröffentlichung: 7. Juni 2000 Verkäufe JP: + 434.250                                  |
| 2000 | Simply Wonderful Wish You the Best | JP2 Platin · (8 Wo.)JP | Erstveröffentlichung: 27. September 2000 Verkäufe JP: + 384.820                            |
| 2000 | Reach for the Sky Perfect Crime | JP3 Platin · (15 Wo.)JP | Erstveröffentlichung: 8. November 2000 Verkäufe JP: + 468.320                              |
| 2001 | Tsumetai Umi / Start in my Life (冷たい海 / Start in my life) Perfect Crime | JP2 Platin · (11 Wo.)JP | Erstveröffentlichung: 7. Februar 2001 Verkäufe JP: + 356.310                               |
| 2001 | Stand Up Perfect Crime | JP2 Platin · (13 Wo.)JP | Erstveröffentlichung: 18. April 2001 Verkäufe JP: + 475.910                                |
| 2001 | Always Perfect Crime | JP2 Gold · (7 Wo.)JP | Erstveröffentlichung: 6. Juni 2001 Verkäufe JP: + 219.940                                  |
| 2001 | Can’t Forget Your Love Fairy Tale | JP2 Gold · (8 Wo.)JP | Erstveröffentlichung: 29. August 2001 Verkäufe JP: + 180.040                               |
| 2002 | Winter Bells Fairy Tale | JP1 Gold · (9 Wo.)JP | Erstveröffentlichung: 17. Januar 2002 Verkäufe JP: + 258.310                               |
| 2002 | Feel Fine! Fairy Tale | JP2 Platin · (15 Wo.)JP | Erstveröffentlichung: 24. April 2002 Verkäufe JP: + 451.500                                |
| 2002 | Like a Star in the Night Fairy Tale | JP2 Gold · (7 Wo.)JP | Erstveröffentlichung: 4. September 2002 Verkäufe JP: + 119.550                             |
| 2002 | Make My Day If I Believe | JP2 Gold · (11 Wo.)JP | Erstveröffentlichung: 4. Dezember 2002 Verkäufe JP: + 107.899                              |
| 2003 | Time After Time: Hanamau Machi de (Time after time ~花舞う街で~) If I Believe | JP3 Gold · (17 Wo.)JP | Erstveröffentlichung: 5. März 2003 Verkäufe JP: + 144.461                                  |
| 2003 | Kiss If I Believe | JP3 Gold · (9 Wo.)JP | Erstveröffentlichung: 30. April 2003 Verkäufe JP: + 112.092                                |
| 2003 | Kaze no La La La (風のららら) If I Believe | JP3 Gold · (9 Wo.)JP | Erstveröffentlichung: 28. Mai 2003 Verkäufe JP: + 96.198                                   |
| 2003 | Imitation Gold – | JP— GoldJP | Erstveröffentlichung: 8. Oktober 2003 Verkäufe JP: + 80.100 Tak Matsumoto feat. Kuraki Mai |
| 2004 | Ashita e Kakeru Hashi (明日へ架ける橋) Fuse of Love | JP3 Gold · (16 Wo.)JP | Erstveröffentlichung: 19. Mai 2004 Verkäufe JP: + 90.588                                   |
| 2005 | Love, Needing Fuse of Love | JP5 Gold · (9 Wo.)JP | Erstveröffentlichung: 26. Januar 2005 Verkäufe JP: + 67.923                                |
| 2005 | Dancing (ダンシング) Fuse of Love | JP5 Gold · (7 Wo.)JP | Erstveröffentlichung: 23. März 2005 Verkäufe JP: + 56.682                                  |
| 2005 | P.S. My Sunshine Fuse of Love | JP8 (5 Wo.)JP | Erstveröffentlichung: 1. Juni 2005 Verkäufe JP: + 41.936                                   |
| 2005 | Growing of My Heart Diamond Wave | JP7 (10 Wo.)JP | Erstveröffentlichung: 9. November 2005 Verkäufe JP: + 62.299                               |
| 2006 | Best of Hero (ベスト オブ ヒーロー) Diamond Wave | JP5 (10 Wo.)JP | Erstveröffentlichung: 8. Februar 2006 Verkäufe JP: + 57.741                                |
| 2006 | Diamond Wave | JP7 (7 Wo.)JP | Erstveröffentlichung: 21. Juni 2006 Verkäufe JP: + 30.977                                  |
| 2006 | Shiroi Yuki (白い雪) One Life | JP4 (11 Wo.)JP | Erstveröffentlichung: 20. Dezember 2006 Verkäufe JP: + 43.721                              |
| 2007 | Season of Love One Life | JP6 (6 Wo.)JP | Erstveröffentlichung: 14. Februar 2007 Verkäufe JP: + 30.597                               |
| 2007 | Silent Love: Open My Heart / Be With U One Life | JP9 (6 Wo.)JP | Erstveröffentlichung: 28. November 2007 Verkäufe JP: + 30.625                              |
| 2008 | Yume ga Saku Haru / You and Music and Dream (夢が咲く春 / You and Music and Dream) Touch Me!                                                                                               | JP5 (7 Wo.)JP | Erstveröffentlichung: 19. März 2008 Verkäufe JP: + 28.881                                  |
| 2008 | Ichibyou Goto ni Love for You (一秒ごとに Love for You) Touch Me! | JP7 (7 Wo.)JP | Erstveröffentlichung: 9. Juli 2008 Verkäufe JP: + 29.640                                   |
| 2008 | 24 Xmas Time Touch Me! | JP7 (4 Wo.)JP | Erstveröffentlichung: 26. November 2008 Verkäufe JP: + 26.586                              |
| 2009 | Puzzle / Revive All My Best | JP3 (11 Wo.)JP | Erstveröffentlichung: 1. April 2009 Verkäufe JP: + 48.328                                  |
| 2009 | Beautiful Future Kiss | JP2 (6 Wo.)JP | Erstveröffentlichung: 10. Juni 2009 Verkäufe JP: + 36.434                                  |
| 2010 | Eien Yori Nagaku / Drive Me Crazy (永遠より なが / Drive me Crazy) Mai Kuraki Single Collection: Chance for You                                                                            | JP4 (7 Wo.)JP | Erstveröffentlichung: 3. März 2010 Verkäufe JP: + 30.024                                   |
| 2010 | Chance for You: Cinema Version – | — | Erstveröffentlichung: 9. Juni 2010                                                         |
| 2010 | Summer Time Gone Future Kiss | JP4 (8 Wo.)JP | Erstveröffentlichung: 31. August 2010 Verkäufe JP: + 33.378                                |
| 2011 | 1000 Mankai no Kiss (1000万回のキス) Over the Rainbow | JP4 (7 Wo.)JP | Erstveröffentlichung: 9. März 2011 Verkäufe JP: + 25.013                                   |
| 2011 | Anata ga Iru Kara (あなたがいるから) – | — | Erstveröffentlichung: 11. April 2011                                                       |
| 2011 | Mou Ichido (もう一度) Over the Rainbow | JP7 (7 Wo.)JP | Erstveröffentlichung: 25. Mai 2011 Verkäufe JP: + 23.430                                   |
| 2011 | Anata ga Iru Kara: Fantasy on Ice 2011 (あなたがいるから ~Fantasy on Ice 2011~) – | — | Erstveröffentlichung: 7. September 2011                                                    |
| 2011 | Your Best Friend Over the Rainbow | JP6 (10 Wo.)JP | Erstveröffentlichung: 19. Oktober 2011 Verkäufe JP: + 25.247                               |
| 2011 | Strong Heart Over the Rainbow | — | Erstveröffentlichung: 23. November 2011 Verkäufe JP: + 19.859                              |
| 2012 | Koi ni Koishite / Special Morning Day to You (恋に恋して / Special Morning Day to You) Mai Kuraki Best 151A: Love & Hope                                                                   | JP7 (8 Wo.)JP | Erstveröffentlichung: 15. August 2012 Verkäufe JP: + 21.970                                |
| 2013 | Try Again Mai Kuraki Best 151A: Love & Hope | JP7 (8 Wo.)JP | Erstveröffentlichung: 6. Februar 2013 Verkäufe JP: + 20.237                                |
| 2013 | Reach for the Sky: Re:ggae Summer 2013 Version – | — | Erstveröffentlichung: 17. August 2013                                                      |
| 2014 | Wake Me Up Mai Kuraki Best 151A: Love & Hope | — | Erstveröffentlichung: 26. Februar 2014 Verkäufe JP: + 12.384                               |
| 2014 | Muteki na Heart / Stand by You (無敵なハート / Stand by You) Mai Kuraki Best 151A: Love & Hope                                                                                             | JP5 (6 Wo.)JP | Erstveröffentlichung: 27. August 2014 Verkäufe JP: + 29.517                                |
| 2015 | Serendipity – | — | Erstveröffentlichung: 20. Mai 2015                                                         |
| 2016 | Sawage Life – | — | Erstveröffentlichung: 30. Juli 2016                                                        |
| 2017 | Yesterday Love – | — | Erstveröffentlichung: 11. Januar 2017                                                      |
| 2017 | Togetsukyou: Kimi Omofu (渡月橋 ～君 想ふ～) Mai Kuraki x Meitantei Conan Collaboration Best 21: Shinjitsu wa Itsumo Uta ni aru!                                                           | JP5 Platin (Digital) · (42 Wo.)JP | Erstveröffentlichung: 12. April 2017 Verkäufe JP: + 76.305                                 |
| 2018 | We Are Happy Women – | — | Erstveröffentlichung: 2. März 2018                                                         |
| 2018 | Do It! – | — | Erstveröffentlichung: 9. März 2018                                                         |
| 2018 | Light Up Your Life – | — | Erstveröffentlichung: 16. März 2018                                                        |
| 2018 | Koyoi wa Yume wo Misasete (今宵は夢を見させて) – | — | Erstveröffentlichung: 8. August 2018                                                       |
| 2019 | Kimi to Koi no Mama de Owarenai Itsumo Yume no Mama ja Irarenai / Barairo no Jinsei (きみと恋のままで終われない いつも夢のままじゃいられない／薔薇色の人生) Let’s Goal!: Barairo no Jinsei | JP4 (17 Wo.)JP | Erstveröffentlichung: 20. März 2019 Verkäufe JP: + 34.544                                  |

### Videoalben
| Jahr | Titel                                                                                  | Höchstplatzierung, Gesamtwochen, AuszeichnungChartsChartplatzierungen (Jahr, Titel, Platzierungen, Wochen, Auszeichnungen, Anmerkungen) | Anmerkungen                              |
| Jahr | Titel                                                                                  | JP | Anmerkungen                              |
| ---- | -------------------------------------------------------------------------------------- | --- | ---------------------------------------- |
| 2000 | First Cut                                                                              | JP1 (22 Wo.)JP | Erstveröffentlichung: 8. November 2000   |
| 2001 | Mai Kuraki & Experience First Live 2001 in Zepp Osaka                                  | — | Erstveröffentlichung: 19. September 2001 |
| 2001 | Mai Kuraki & Experience First Live Tour 2001 Eternal Moment                            | JP2 (13 Wo.)JP | Erstveröffentlichung: 21. November 2001  |
| 2002 | Mai Kuraki "Loving You..." Tour 2002 Final 2.27 in Yokohama Arena                      | — | Erstveröffentlichung: 3. April 2002      |
| 2002 | Mai Kuraki "Loving You..." Tour 2002 Complete Edition                                  | JP2 (6 Wo.)JP | Erstveröffentlichung: 15. Mai 2002       |
| 2004 | Mai Kuraki Clip & Live Selection “My Reflection”                                       | JP1 Gold · (20 Wo.)JP | Erstveröffentlichung: 7. Januar 2004     |
| 2005 | Mai Kuraki 5th Anniversary Edition Grow, Step by Step                                  | JP7 (10 Wo.)JP | Erstveröffentlichung: 5. Januar 2005     |
| 2006 | Mai Kuraki Live Tour 2005 like a Fuse of Love and Tour Documentary of "Chance for You" | JP6 (8 Wo.)JP | Erstveröffentlichung: 22. Februar 2006   |
| 2007 | Brilliant Cut: Mai Kuraki Live & Document                                              | JP6 (7 Wo.)JP | Erstveröffentlichung: 22. August 2007    |
| 2009 | Mai Kuraki Live Tour 2008 “Touch Me!”                                                  | JP4 (7 Wo.)JP | Erstveröffentlichung: 6. Mai 2009        |
| 2009 | 10th Anniversary Mai Kuraki Live Tour Best                                             | JP10 (7 Wo.)JP | Erstveröffentlichung: 23. Dezember 2009  |
| 2011 | Happy Happy Halloween Live 2010                                                        | JP9 (4 Wo.)JP | Erstveröffentlichung: 19. Oktober 2011   |
| 2011 | Strong Heart～from Mai Kuraki Premium Live One for all, All for one～                  | JP7 (5 Wo.)JP | Erstveröffentlichung: 23. November 2011  |
| 2012 | Mai Kuraki Premium Live One for All, All for One                                       | JP9 (4 Wo.)JP | Erstveröffentlichung: 14. März 2012      |
| 2012 | Mai Kuraki Live Tour 2012 ～Over The Rainbow～                                         | JP6 (4 Wo.)JP | Erstveröffentlichung: 15. August 2012    |
| 2012 | Mai Kuraki Symphonic Collection in Moscow                                              | JP15 (5 Wo.)JP | Erstveröffentlichung: 19. Dezember 2012  |
| 2013 | Mai Kuraki Symphonic Live: Opus 1                                                      | JP14 (4 Wo.)JP | Erstveröffentlichung: 3. Juli 2013       |
| 2013 | Mai Kuraki Live Project 2013 “Re:”                                                     | JP10 (3 Wo.)JP | Erstveröffentlichung: 4. Dezember 2013   |
| 2014 | Mai Kuraki Symphonic Live -Opus 2-                                                     | JP34 (2 Wo.)JP | Erstveröffentlichung: 26. März 2014      |
| 2015 | 15th Anniversary Mai Kuraki Live Project 2014 Best “151A” ～Premium～                  | JP4 (4 Wo.)JP | Erstveröffentlichung: 27. Mai 2015       |
| 2016 | Mai Kuraki Symphonic Live -Opus 3-                                                     | JP40 (1 Wo.)JP | Erstveröffentlichung: 27. Januar 2016    |
| 2017 | Mai Kuraki Live Project 2017: Sawage Live                                              | JP11 (4 Wo.)JP | Erstveröffentlichung: 16. August 2017    |
| 2019 | Mai Kuraki Live Project 2018 "Red It be: Kimi Omou Shunkashūtō"                        | JP18 (5 Wo.)JP | Erstveröffentlichung: 27. November 2019  |
| 2020 | 20th Anniversary Mai Kuraki Live Project 2019 "Let’s Goal!: Barairo no Jinsei"         | JP12 (6 Wo.)JP | Erstveröffentlichung: 24. Juni 2020      |
| 2021 | Zero kara Hajimete                                                                     | JP1 (14 Wo.)JP | Erstveröffentlichung: 2. Juni 2021       |
| 2022 | Mai Kuraki Live Project 2021 "Unconditional Love"                                      | JP16 (3 Wo.)JP | Erstveröffentlichung: 8. Dezember 2022   |
| 2023 | Mai Kuraki Premium Symphonic Concert 2022                                              | JP5 (4 Wo.)JP | Erstveröffentlichung: 15. November 2023  |

### Auszeichnungen für Musikverkäufe
Anmerkung: Auszeichnungen in Ländern aus den Charttabellen bzw. Chartboxen sind in ebendiesen zu finden.
| Land/RegionAuszeichnungen für Musikverkäufe (Land/Region, Auszeichnungen, Verkäufe, Quellen) | Gold       | Platin       | Diamant     | Verkäufe   | Quellen        |
| -------------------------------------------------------------------------------------------- | ---------- | ------------ | ----------- | ---------- | -------------- |
| Japan (RIAJ)                                                                                 | 20× Gold20 | 21× Platin21 | 5× Diamant5 | 15.600.000 | riaj.or.jp JP2 |
| Insgesamt                                                                                    | 20× Gold20 | 21× Platin21 | 5× Diamant5 |            |                |